# جاده ئی۰۱۵ اروپا
جاده ئی۰۱۵ اروپا (به انگلیسی: European route E015) یکی از جاده‌های درجه ۲ قاره اروپا است.
این جاده که در کشور قزاقستان قرار دارد، از شهر تاسکسکن شروع شده در شهر باختی به پایان میرسد.